# بليس
البِلِّيس أو البهية أو اللؤلؤية أو شَاش القَاضِي أوزهر اللؤلؤ أو اللًّؤْلُئِيَّة الصُّغْرَى (باللاتينية: Bellis) هو جنس نباتي يتبع الفصيلة النجمية ويضم 15 نوعاً. الموطن الأصلي لهذا الجنس هو أوروبا وحوض البحر الأبيض المتوسط. أدخل نوع من هذا الجنس إلى أمريكا الشمالية.
أخذ اسم البكرت من التسمية الفرنسية لهذه الزهرة (بالفرنسية: Pâquerette)‏.

## الوصف النباتي
نبات شتوي ارتفاعه 15 سم، أزهاره غير صالحة للقطف. يصلح للتحديد، ويزرع على شكل تجمعات، لا يتحمل النبات ارتفاع الحرارة وفترة إزهاره قصيرة وهو مبكر في الإزهار.

## من أنواعهالواطنةفيالوطن العربي
- البليس الأطلسي (باللاتينية: Bellis atlantica) في المغرب العربي
- البليس الحرجي (باللاتينية: Bellis sylvestris) في بلاد الشام والمغرب العربي وحوض المتوسط
- البليس الحولي (باللاتينية: Bellis annua) في بلاد الشام والمغرب العربي وحوض المتوسط
- البليس الحولي الدقيق (باللاتينية: Bellis annua subsp. minuta) في بلاد الشام وقبرص واليونان وإيطاليا
- البليس المزرق (باللاتينية: Bellis azorica) في المغرب العربي
- البليس المستدير الأوراق (باللاتينية: Bellis rotundifolia) في المغرب العربي
- البليس المعمر (باللاتينية: Bellis perennis) في بلاد الشام والمغرب العربي وحوض المتوسط
- البليس المفترش (باللاتينية: Bellis prostrata) في المغرب العربي

## من أنواعه الأخرى
- البليس الأزوري (باللاتينية: Bellis azorica) في جزر الآزور
- البليس الطويل الأوراق (باللاتينية: Bellis longifolia)
- البليس الكورسيكي (باللاتينية: Bellis bernardii)